# Lac Kasplia
Pour les articles homonymes, voir Kasplia.
Le lac Kasplia (en russe : Озеро Каспля, ozero Kasplia), est un lac de l'oblast de Smolensk, en Russie.

## Géographie
Le lac Kasplia est un lac glaciaire, situé à 35 km au nord-ouest de la ville de Smolensk. Ses rives nord et est sont formées de plages de sable. Le lac est alimenté par la rivière Kliots (Клёц) au sud et ses eaux se déversent dans la rivière Kasplia, qui s'écoule vers le nord en arrosant le village de Kasplia.

## Source
- (ru) Cet article est partiellement ou en totalité issu de l’article de Wikipédia en russe intitulé « Каспля (озеро) » (voir la liste des auteurs).